# Orlęta – obrona cmentarza

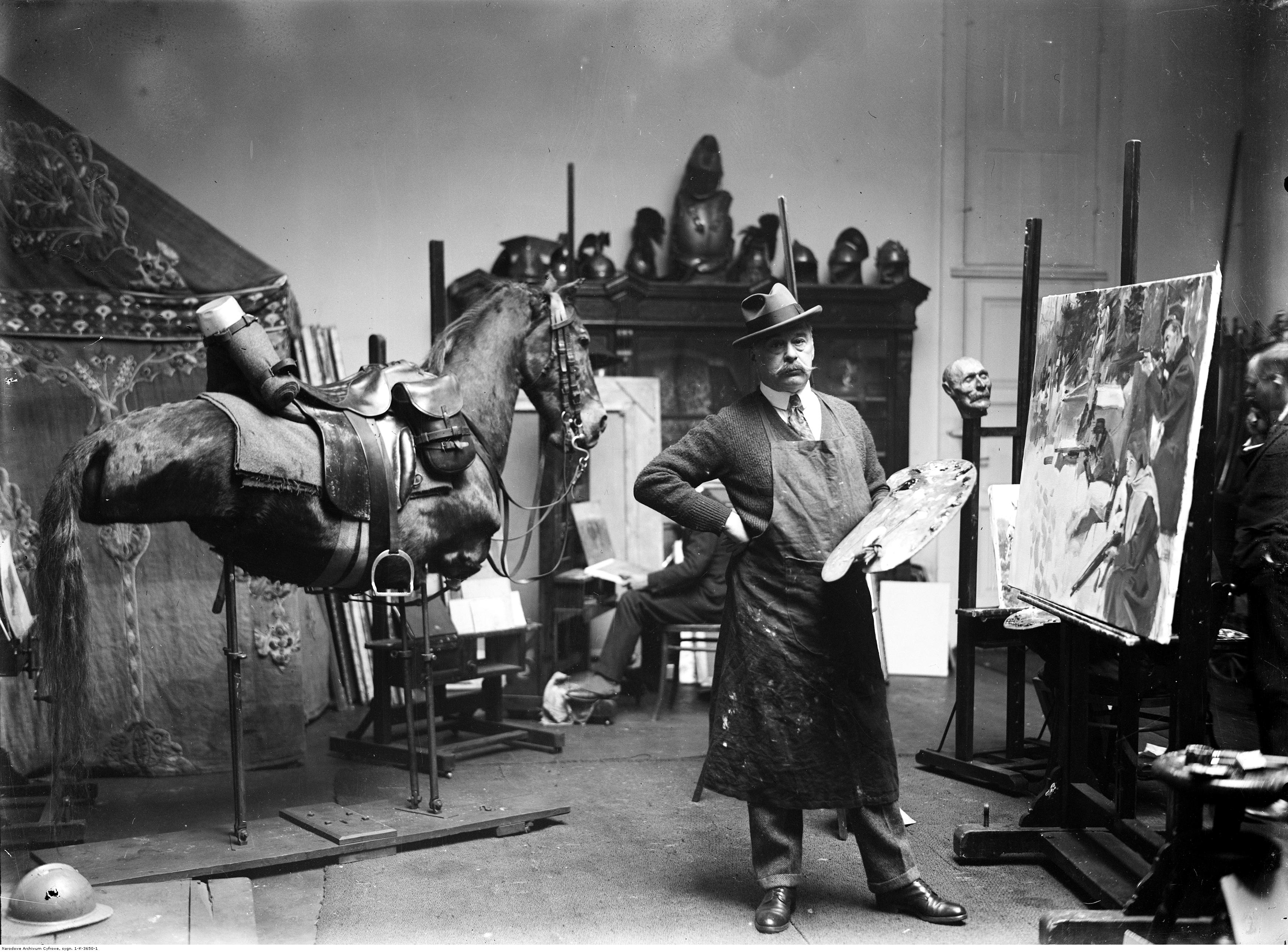
Wojciech Kossak w trakcie pracy nad obrazem Orlęta – obrona cmentarza

Orlęta – obrona cmentarza (inne nazwy Orlęta Lwowskie w walce na cmentarzu Łyczakowskim, Orlęta Lwowskie. Obrona Cmentarza, Obrona cmentarza (Orlęta)) – obraz olejny na płótnie autorstwa Wojciecha Kossaka z 1926 roku, o wymiarach 90 × 120 centymetrów, będący własnością Muzeum Wojska Polskiego w Warszawie.

## Opis
Obraz przedstawia scenę z obrony Lwowa na przełomie 1918 i 1919 roku – walki na Cmentarzu Łyczakowskim podczas wojny polsko-ukraińskiej. Na pierwszym planie widać Orlęta Lwowskie – młodą dziewczynę z pistoletem Mauser C96 i czterech chłopców z karabinami. Są oni w gotowości do walki – mierzą z broni, wypatrują wroga przygotowani do strzału, jeden z żołnierzy przeładowuje broń. Trzech z chłopców ma na sobie czapki z daszkiem, świadczące o przynależności do miejscowego gimnazjum. Obraz przedstawia wyidealizowany obraz polskich obrońców, którzy w rzeczywistości mieli problem z dostępem do broni palnej. Dzieło przedstawia ten sam cmentarz, na którym poległy znane Orlęta Lwowskie, tacy jak Jerzy Bitschan i którego część wyznaczono na Cmentarz Obrońców Lwowa. Malarz łączy w ten sposób symboliczne dla obrony Lwowa miejsce (Cmentarz Łyczakowski) i postaci (Orlęta Lwowskie).
Nie jest to jedyny raz, gdy malarz podejmuje temat obrony polskiego Lwowa. Z 1921 roku pochodzi obraz Orlątko lwowskie, zaś z 1924 roku – Orlęta – obrona Lwowa.
W Narodowym Archiwum Cyfrowym znajdują się fotografie artysty w jego atelier wykonane właśnie podczas prac nad tym obrazem, pierwotnie opublikowane w Ilustrowanym Kurierze Codziennym.